# Аксиния (певица)
Аксиния е българска поп певица.

## Живот и творчество
Аксиния Ченкова е родена на 20 септември 1986 г. в Свищов.  Завършва майсторски клас в частната музикална школа клуб „Естрада“ в Свищов. Получава бакалавърска степен по специалност „Финанси“ в Свищовския университет.
Музикалната ѝ кариера стартира през 2005 година в реалити-шоуто „Стар Академи“, където е първата, която го напуска. Това не убива амбицията ѝ и тя продължава да пее. След договора ѝ с „Харбър Айлънд Рекърдс“ се продуцира сама.
Успешната ѝ музикална кариера и атрактивна визия бързо водят и до успешната ѝ кариера като еротичен фотомодел.
Съчетава успешно музикалната си кариера и с телевизионната. Работи към редакция „Новини“ и като музикален редактор в телевизия MSAT, където отказва да пуска попфолк. Тя е и водеща на предаването „ЕвроБГвизия“ по БНТ през 2008 г.
През 2009 г. участва в „Dancing Stars“ по bTV, където отпада на полуфинала. През 2012 г. участва във „VIP Brother“ по NOVA, където е втората напуснала по волята на зрителите.

## Сингли
- „Да те обича като мен",[2]
- „Baby",
- „Аз знам",
- „Пепеляшка от града",
- „Summertime“ – с Жорж,
- „Губиш",
- „Две лица“

## Албуми
- „Новата Пепеляшка“